# Vale (Unternehmen)

Ehemaliges Logo bis 2007

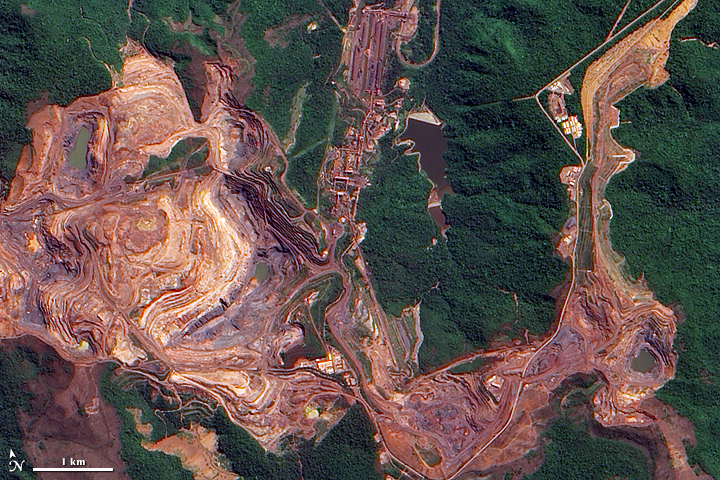
Eisenerztagebau Carajás in Pará, 2009

Die börsennotierte Vale S.A., ehemals Companhia Vale do Rio Doce (CVRD), mit Sitz in Rio de Janeiro, ist neben der Rio Tinto Group und BHP eines der drei größten Bergbauunternehmen der Welt.
Mit einem Umsatz von 54,4 Mrd. US-Dollar, bei einem Gewinn von 22,5 Mrd. USD, steht Vale laut den Forbes Global 2000 auf Platz 118 der weltgrößten Unternehmen (Stand: Geschäftsjahr 2022). Das Unternehmen kam Mitte 2022 auf einen Börsenwert von ca. 82,03 Mrd. USD.

## Aktie
Die Aktie wird an der Madrider Börse, der Frankfurter Börse, der NYSE und der Bovespa in São Paulo gehandelt. Das Unternehmen ist im Bovespa-Index gelistet.

## Geschichte
Vale wurde 1942 als staatseigener Betrieb Companhia Vale do Rio Doce (CVRD) in Itabira gegründet. 1997 wurde das Unternehmen privatisiert. Durch die Übernahme des brasilianischen Bergbauunternehmens Caemi (am 31. März 2006) und des kanadischen Unternehmens Inco (am 24. Oktober 2006) stieg CVRD zum zweitgrößten Bergbauunternehmen der Welt auf. Am 29. November 2007 nannte sich CVRD in Vale um und dessen kanadische Tochtergesellschaft CVRD Inco in Vale Inco. Im März 2008 scheiterte die Übernahme des schweizerisch-britischen Bergbaukonzerns Xstrata am Einfluss des Xstrata-Großaktionärs Glencore.

## Eisenerz
Vale ist mit einem Marktanteil von 35 Prozent der größte Eisenerz-Exporteur der Welt. 
Das Unternehmen ist größter Erzproduzent im Bundesstaat Pará „und zählt zu den nach Marktkapitalisierung größten Konzernen der Welt. Im Jahr 2008 hatte Vale allein im Munizip Parauapebas Erze im Wert von 3,8 Milliarden US-Dollar gefördert.“ Die dortige Mine Projeto Grande Carajás ist die weltgrößte Eisenerzmine. Die Region Carajás ist ein „seit 1980 ausgebeutetes Gebiet“ [.. und] erstreckt sich auf 900.000 Quadratkilometer, was einem Zehntel der Landesfläche ganz Brasiliens entspricht.
Insgesamt förderte Vale „im Jahr 2011 […] Erze für 8,7 Milliarden US-Dollar.“ 80 Prozent aller Exporte des Bundesstaates Pará stammen vom Konzern Vale.
Vale hält 50 % an Samarco Mineração, einem Gemeinschaftsunternehmen mit BHP.

## Transport

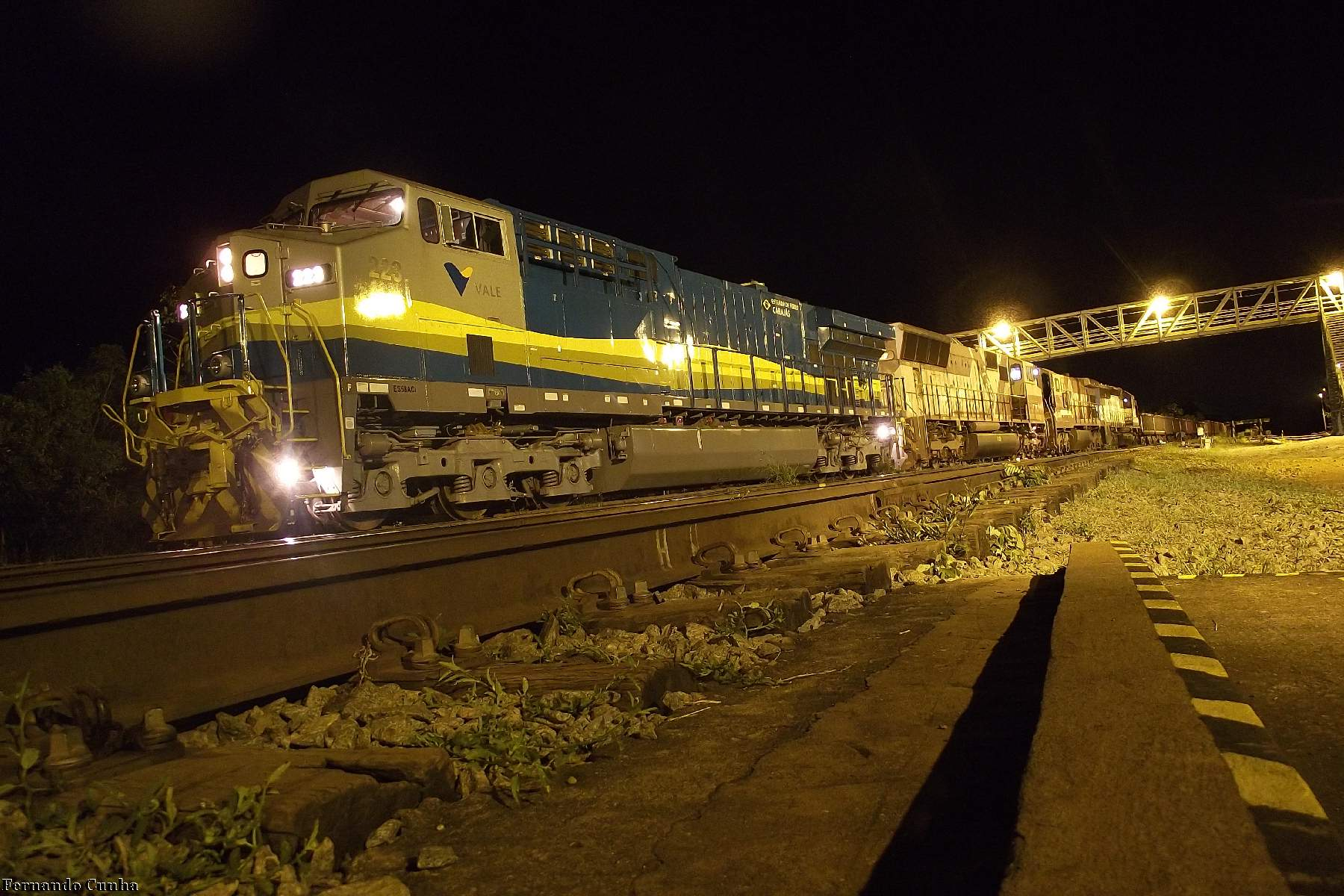
Zug des Vale-Konzerns

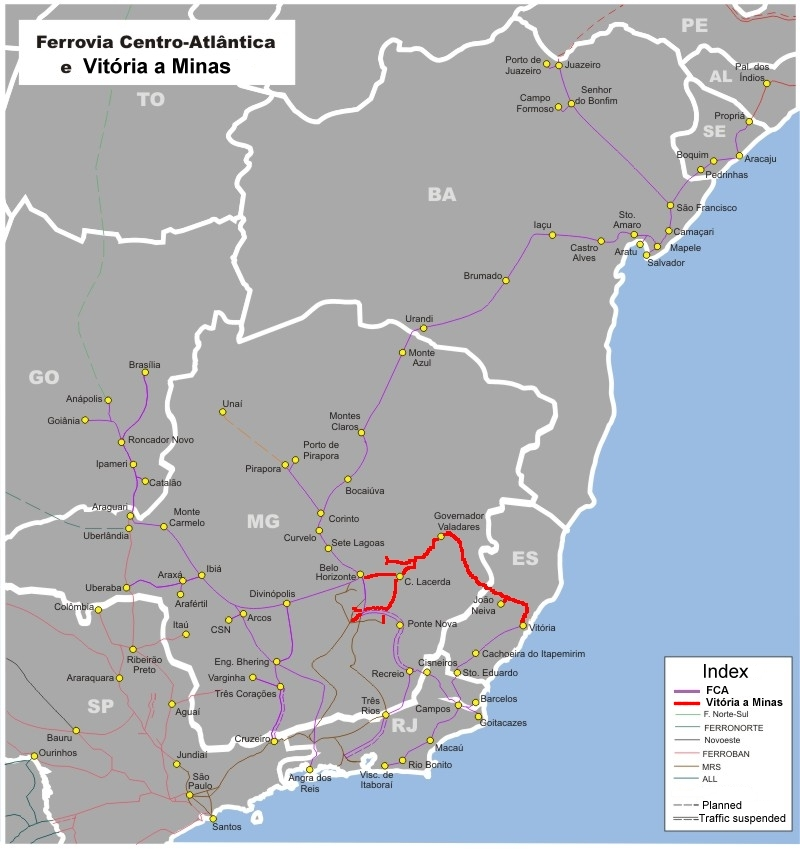
Zwei große Eisenbahnkonzessionen von Vale: die Ferrovia Centro-Atlântica und die Ferrovia Vitória a Minas

Vale ist auch einer der größten Transportkonzerne Brasiliens.
Der Konzern betreibt
- die Bahngesellschaften EFVM – Estrada de Ferro Vitória a Minas (im Verkehr zwischen den Bundesstaaten Minas Gerais und Espírito Santo[7], EFC – Estrada de Ferro Carajás[8] oder FNS Ferrovia Norte-Sul S.A.[9]),
- eine Reederei und Schifffahrtsagentur für die Abfertigung von Massengutschiffen (DOCENAVE),
- mehrere Massengut-Seeverladeterminals für Rohstoffe in ganz Brasilien, zum Beispiel den Porto de Tubarão,
- Logistikunternehmen und Inlandfrachtterminals für Stückgut und Container, zum Beispiel Login Logistíca Internacional S.A., Rio de Janeiro,
- und Seehafenbetriebe (zum Beispiel Terminal de Vila Velha, Porto de Tubarão, Porto de Praia Mole in Vitória, Espírito Santo).

Vale zählt deshalb auch zu einem der führenden Logistikunternehmen Brasiliens.

## Weitere Geschäftsfelder
Nickel ist seit der Übernahme des kanadischen Unternehmens Inco am 24. Oktober 2006 mit einem Anteil am Gewinn von etwa 35 % das zweite Hauptstandbein des Unternehmens. Daneben fördert Vale auch Kupfer, Platin, Gold, Silber, Kohle und Bauxit.
Außerdem hielt Vale bis 2010 mehr als 50 % Anteil am größten brasilianischen Aluminiumproduzenten Alunorte, der im Staate Pará eine eigene Verladeanlage in Vila do Conde bei Belém betreibt. Im Mai 2010 verkaufte Vale sein Aluminiumgeschäft an den norwegischen Konkurrenten Norsk Hydro.
2020 hielt Vale mit 40 Prozent den größten Besitzanteil an der Mineração Rio do Norte S.A. (MRN), einem Joint Venture für den Betrieb einer Bauxitmine in Porto Trombetas im Bundesstaat Pará in Brasilien.
Vale ist mit 27 % am Stahlwerk ThyssenKrupp CSA beteiligt.
Im mosambikanischen Kohlerevier Tete übernahm man 2004 die bis dahin staatliche Kohlegrube und stellte sie 2011 auf Tagebau um, was seitdem massive Umweltschäden verursacht.

## Unfälle

### Dammbruch 2015
Am 5. November 2015 geschah der Dammbruch von Bento Rodrigues, bei dem 19 Menschen starben. Samarco Mineração, ein Joint Venture zwischen Vale und dem britisch-australischen Rohstoffunternehmen BHP Billiton, war Eigentümer eines Tagebaus, zu dem die Dämme gehörten.
Für den Fall, dass die Joint-Venture-Tochter nicht zahlungsfähig sein sollte, hatten beide Muttergesellschaften die Übernahme der Kosten (ca. 5 Mrd. US-Dollar: Zahlungen, etwa an die brasilianische Regierung und Angehörige der Opfer) zugesagt.

### Dammbruch 2019

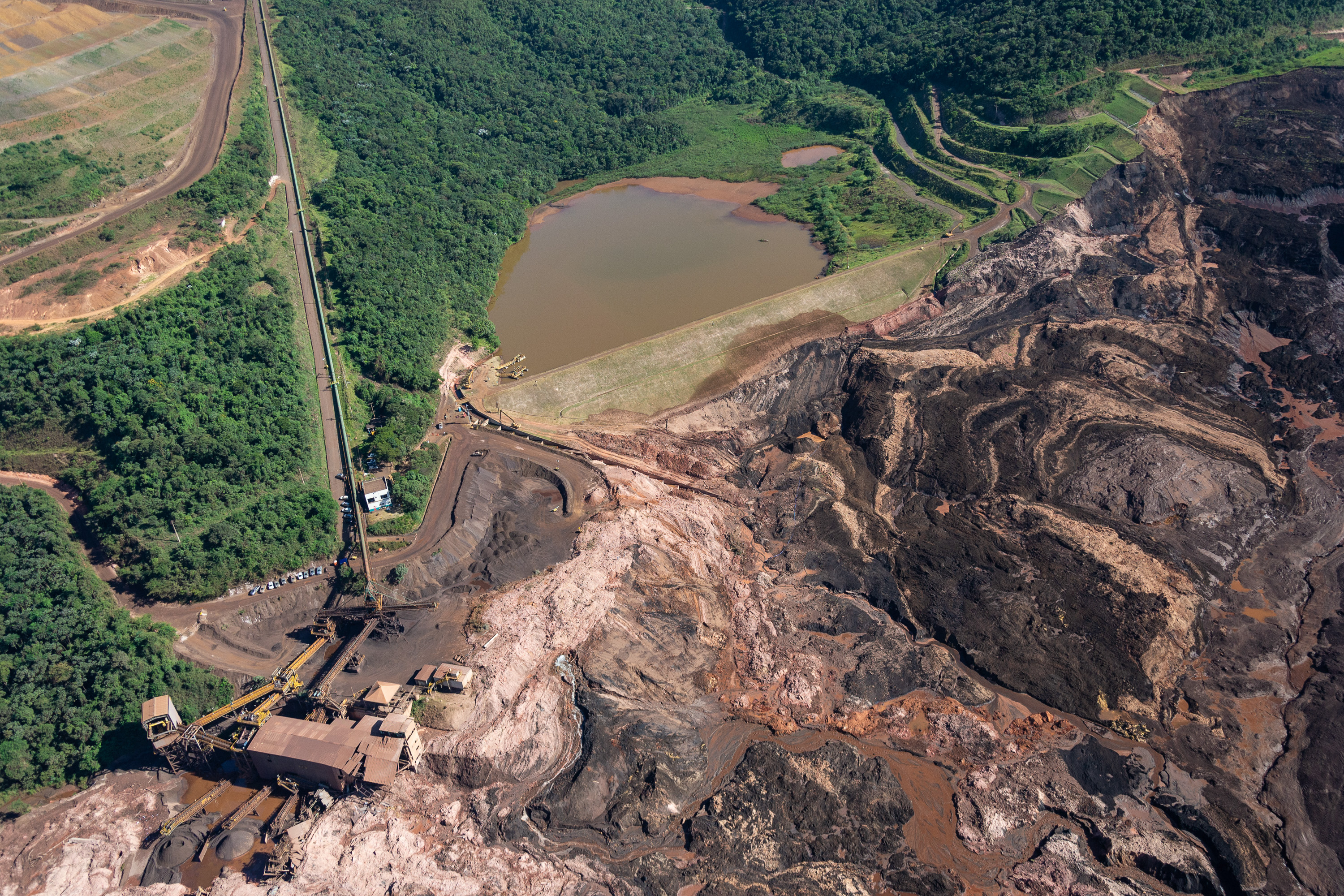
Das kollabierte Absetzbecken

Am 25. Januar 2019 brach im Bundesstaat Minas Gerais erneut ein Absetzbecken. Die sich daraus entwickelnde Schlammlawine zerstörte weite Teile der Kleinstadt Brumadinho. Unmittelbar nach dem Dammbruch von Brumadinho wurden bis zum 26. Januar 2019 neun Tote geborgen.
Bei dem Unglück starben 270 Menschen. 2018 hatte der TÜV Süd den Damm überprüft und Maßnahmen zur Stabilisierung angeregt.
„In gemeinsamen Recherchen ermittelten der SPIEGEL und das ZDF-funk-Format ‚Der Fall‘ […], dass die zuständigen Ingenieure [des TÜV-Süd Brasilien] schon Monate vor der Katastrophe an der Stabilität des Damms zweifelten.“ Doch „sie fürchteten offenbar, dass Vale eine andere Firma beauftragen könnte, sollte der TÜV den Damm nicht zertifizieren. In der Vergangenheit war das bereits passiert.“

„Zwischen 2017 und 2018 erhielt der TÜV Süd Brasilien vom Bergbaukonzern Vale für externe Prüfungen wie etwa Dammzertifikate drei Millionen Reais, umgerechnet knapp eine halbe Million Euro. Zugleich arbeitete die Firma aber auch als interner Berater für Vale. Damit verdiente sie 15 Millionen Real: das Fünffache.“

Die Vereinbarung zur Ausstellung von Prüflizenzen besitzt durch das Allgemeininteresse eine höhere juristische Wertigkeit als ein zwischen zwei Unternehmen intern geschlossener Beratervertrag: „Im Mai 2019 entzog ein brasilianisches Gericht dem TÜV Süd die Lizenz zur Zertifizierung von Dämmen.“
Die SPIEGEL/ZDF-Rechercheure gehen aufgrund ihrer Feststellungen davon aus, dass der TÜV Süd Brasilien in diesem brisanten Fall nicht ohne Rücksprache mit der Zentrale in Deutschland entschieden hat. Ein leitender deutscher Manager ist auch als Mittelsmann identifiziert – und in Brasilien wie auch in Deutschland „wegen vorsätzlicher Tötung“ bzw. „fahrlässiger Tötung“ angeklagt.
Die Verteidigung der Klage führenden Angehörigen eines der Opfer der Katastrophe definiert die Bedeutung des Prozesses vor dem Landgericht München I in der „Frage, ob es weiterhin in Ordnung ist, dass deutsche Unternehmen sich hinter Tochterfirmen in anderen Ländern verstecken können.“
Der „TÜV Süd streitet das ab: ‚Die Gesellschaften vor Ort sind eigenständig für das Geschäft verantwortlich.‘“ Auch habe der Minenbetreiber Vale „bereits im Februar [2021] die Haftung übernommen und mit der Regierung des Bundesstaates Minas Gerais einen Vergleich geschlossen. Vale zahlte etwa sechs Milliarden Euro an den Bundesstaat. Im Februar 2021 wurde Vale per Gerichtsurteil zu einer Entschädigungszahlung in Höhe von umgerechnet fast sechs Milliarden Euro verpflichtet.
Sollte das Gericht den TÜV Süd zu einer Entschädigung verurteilen, würden die Angehörigen der Opfer nach Ansicht des TÜV daher doppelt entschädigt.“ Der Anwalt der Angehörigen „erläutert, dass bis zu einer Entschädigung in Brasilien Jahrzehnte vergehen könnten.“ Bei einem Erfolg der Klage „könnten auf den TÜV Süd mehrere hundert Klagen weiterer Angehöriger zukommen. […] Anfang nächsten Jahres soll die Verhandlung weiter gehen.“

## Generelle Kritik
Vale wurden öfters Menschenrechtsverletzungen und Umweltverschmutzung vorgeworfen. Im Jahr 2012 wurde dem Konzern der Negativpreis Public Eye Award verliehen, da Vale den Belo-Monte-Damm bauen will. Dazu wurden 40.000 Menschen, die im Amazonasgebiet lebten, umgesiedelt und große, bewaldete Gebiete überflutet. Die deutsche Organisation für Entwicklungszusammenarbeit Misereor wirft Vale gravierende Umweltzerstörungen und Verletzung der Rechte von regional betroffenen indigenen Einwohnern (u. a. Guajajara und Awá-Guajá) durch den Eisenerzabbau im Amazonasgebiet vor.

## Anmerkung
1. ↑  Am 9. Juli 2019 hatte ein Gericht im Bundesstaat Minas Gerais Vale dazu verurteilt, für alle Schäden der Katastrophe aufzukommen. Eine genaue Schadenssumme wurde zu dieser Zeit nicht festgelegt, da diese noch nicht beziffert werden konnte. Das Gericht richtete eine Blockade von Vermögenswerten des Unternehmens in Höhe von elf Mrd. Reais (2,5 Mrd. Euro) für etwaige Schadensersatzzahlungen ein.